# Кладбище Святого Андрея (Саут-Баунд-Брук)
Кладбище Святого Андрея в Саут-Баунд-Бруке (укр. Цвинтар Святого Андрія у Саут-Баунд-Бруку, англ. St. Andrew's Ukrainian Cemetery) — единственный украинский пантеон в Соединённых Штатах Америки. С момента основания кладбища на нём похоронено почти 10 000 человек, в том числе политиков, государственных деятелей, учёных, свщеннослужителей, писателей, художников, меценатов, музыкантов. Расположено в городе Саут-Баунд-Брук, штат Нью-Джерси.

## История
В 1951 году неканонической Украинской Автокефальной церковью в США была приобретена земля в Саут-Баунд-Бруке площадью 23 гектара под административный центр, за огромную по тем временам сумму — 90 000 долларов. После этого там началось строительство. В сентябре 1954 здесь было заложено кладбище. Так как земля, на которой расположен кладбище, в своё время принадлежала семье Хендрика Фишера, участника американской войны за независимость, на территории кладбища расположено небольшое историческое кладбище семьи Фишер.
В 1965 над кладбищем была построена мемориальная церковь Святого Апостола Андрея Первозванного, посвящённая памяти жертв массового голода 1932—1933 годов на Украине.
В своё время сюда были перевезены останки украинцев с Венесуэлы, Польше, Чехословакии, Германии и других стран мира.
А в 1971 году был установлен Крест «Борцам за волю и государственность Украины». У его подножия была установлена привезённая из Европы плита с могилы Симона Петлюры.

## Известные люди, похороненные на кладбище
религиозные деятели
- Мстислав (Скрипник) — Первоиерарх УАПЦ в Диаспоре, «патриарх Киевский и всея Украины»
- Опаренко, Пётр Игнатьевич — административный подполковник Армии УНР, Архимандрит Украинской Православной Церкви в США.

государственные деятели
- Ливицкий, Андрей Николаевич — общественно-политический деятель. Президент УНР в изгнании (1926—1954).
- Ливицкий, Николай Андреевич — Президент УНР в изгнании (1967—1989), политический деятель и журналист.
- Мартос, Борис Николаевич — премьер-министр УНР
- Паньковский, Константин Константинович (1897—1973) — политический деятель, публицист, адвокат, председатель правительства УНР в изгнании (1945—1948).
- Самойленко, Иван Матвеевич (1912—2006) — последний председатель правительства УНР в изгнании (1989—1992), общественный деятель, учёный
- Клепачивский, Константин Иосифович — финансист, организатор и Директор Государственного банка УНР

общественно-политические деятели
- Бульбенко, Фёдор Павлович — хорунжий армии УНР, член мануйловской «Просвиты», общественный и церковный деятель на Украине и в эмиграции.
- Дзябенко, Николай Ониськович — общественно-политический деятель, журналист.
- Донцов, Дмитрий Иванович — литературный критик, публицист, философ, политический деятель, главный идеолог украинского интегрального национализма
- Квитковский, Денис Васильевич — историк, адвокат, публицист, педагог, издатель, политический и общественный деятель.
- Корбутяк, Дмитрий Михайлович (1911—1985) — журналист, мемуарист, общественный деятель, член-корреспондент Украинской свободной академии наук
- Лопатинский, Юрий Демьянович — подполковник УПА, один из командиров «Нахтигаля».
- Понедилок, Николай Васильевич — писатель, автор сборников юмористических рассказов, член ОУП «Слово».
- Старосельский, Юрий Владимирович — юрист в США.
- Чайковский, Даниил Васильевич — журналист и политический деятель ОУН(р)
- Штуль-Жданович, Олег Данилович — политический и военный деятель.
- Фишер-Слиж, Мария (1922—2012) — врач-педиатр, член управы Украинского врачебного общества Северной Америки (УЛТПА) в Чикаго, бывший председатель УЛТПА в Торонто, член управы Канадского общества друзей Украины, Лиги украинских меценатов в Киеве и Почетный член Научного общества имени Шевченко в США.

военные деятели:
- Балабас, Алексей Исаакович — учёный, военный.
- Григоренко, Пётр Григорьевич — советский генерал-майор, диссидент, правозащитник, основатель Украинской Хельсинкской группы
- Дидковский, Андрей Григорьевич — педагог и мемуарист, офицер особых поручений в ставке Главного Атамана Симона Петлюры.
- Дьяченко, Пётр Гаврилович — военный деятель, командир формирований: Черные Запорожцы, 2-я дивизия УНА, протипанцерна бригада «Свободная Украина».
- Ефремов, Сергей Фёдорович — военный деятель, главнокомандующий национальной обороны Карпатской Украины, подполковник Армии УНР (генерал-хорунжий в эмиграции).
- Кедровский, Владимир Иванович — государственный и политический деятель, публицист, полковник Армии УНР.
- Омельянович-Павленко, Иван Владимирович — военный деятель, генерал-хорунжий Армии УНР.
- Боровец, Тарас Дмитриевич — деятель украинского повстанческого движения времён Второй мировой войны, основатель УПА «Полесская Сечь».
- Войновский, Пётр Александрович — политический, военный деятель.

деятели культуры
- Антипенко, Иван Яковлевич — драматург, прозаик, фельетонист
- Бутович, Николай Григорьевич — живописец и график, мастер декоративной графики, иллюстрации, карикатуры; писатель-мемуарист, автор эпиграмм.
- Гуменная, Евдокия Кузьминична — писательница, член ОУП «Слово».
- Гуцалюк, Любослав Михайлович — художник-экспрессионист.
- Дмитренко, Михаил Сергеевич — художник-монументалист сакрального искусства, график, историк искусства.
- Йогансен, Алла Викентьевна – писательница, живописец.
- Журба, Галина Маврикиевна — писательница.
- Капшученко, Петр Саввич — скульптор (малая камерная пластика, монументализм), график, декоратор; педагог и общественный деятель.
- Керницкий, Иван Степанович — писатель, драматург, фельетонист, журналист, юморист. Член Президиума Объединения украинских писателей «Слово».
- Китастый, Григорий Трофимович — бандурист и композитор.
- Климко, Александр (1908—1970) — архитектор, график и живописец.
- Кричевский, Василий Григорьевич — художник, архитектор, график.
- Коронатович, Олекса Стефанович — поэт, литературный критик.
- Лятуринская, Оксана Михайловна — художница, скульптор, писательница, поэтесса и общественная деятельница.
- Маланюк, Евгений Филимонович — писатель, культуролог-энциклопедист, публицист, литературный критик.
- Осьмачка, Феодосий Степанович — писатель, поэт
- Паладий, Ярослав Юрьевич (1910—1977) — резчик, скульптор
- Полтава, Леонид Эдуардович — поэт, общественный деятель украинской эмиграции. Журналист радио «Свобода» и радио «Голос Америки».
- Сичинский, Владимир Ефимович — архитектор, график и искусствовед, действительный член НОШ.
- Тамарский, Юрий Фомич — кинооператор, сотник Армии УНР.
- Шерей, Анна Константиновна — певица.
- Фоменко, Николай Александрович — пианист, композитор, музыкальный педагог